# Residência de Felizberto Ranzini
A Residência de Felizberto Ranzini, também conhecida como Casa Ranzini, é um centro artístico cultural situada na Rua Santa Luzia na cidade de São Paulo, projetada na primeira metade do século XX pelo primeiro morador, o arquiteto Felizberto Ranzini (formado no Liceu de Artes e Ofícios de São Paulo).
É uma edificação histórica tombada pelo Conselho de Defesa do Patrimônio Histórico - Condephaat (via resolução 81 de 2015) e pelo Conselho Municipal de Preservação do Patrimônio Histórico - CONPRESP (via resolução 15 de 2015).

## Histórico
A época, o terreno anterior a edificação foi adquirido por 15:715$000 (quinze contos e setecentos e cinquenta mil réis) de Elvira Giubergia e outros (havido por inventário do pai, Domingos Giubergia, em 1898) segundo escritura lavrada em 12 de junho de 1922, a obra de Ranzini veio a ser concluída em 1924, data marcada no frontão da edificação.
Em 2006, a edificação foi vendida pelos netos de Felisberto Ranzini, Renzo Emiliano Ranzini e Lello Sisto Ranzini. Sendo restaurada em 2007 e transformada no atual centro artístico cultural.

## Arquitetura
Possui características do estilo florentino mas é considerada eclética. Com dois pavimentos e porão habitável, a entrada coberta leva ao hall que dá acesso à sala de visitas, com vista para a rua, e à sala de jantar. Desta última sai o corredor que conduz à copa e à cozinha, passando pelo escritório do arquiteto e por um banheiro. Na copa, um lanço de escadas internas leva ao porão que reproduz a divisão do pavimento térreo.
Também existe no local uma “câmara escura” usada para revelar fotografias. Há uma adega e dois depósitos ligados na área externa. Sob a sala de visitas, tem um espaço identificado como “malas”. Do hall temos acesso ao primeiro andar por três lanços de escadas até o terraço coberto. Uma garagem foi construída posteriormente pelo arquiteto.A lateral e os fundos do imóvel não apresentam nenhum traço estilístico que os diferenciem da maioria das casas em tijolo aparente, beiral e janelas com venezianas construídas no pós-guerra como era comum no período. Já a entrada com o terraço superposto conjuntamente com a fachada receberam, apoiados em embasamento de pedra, requintado tratamento estrutural e decorativo. Um detalhe da fachada que chama especial atenção é, por trás da data de conclusão da obra, existe um fascio romano decorativo. Na garagem, curiosamente há um parapeito frontal do terraço que lembra as ameias de um forte.